# Notopleura pacorana
Notopleura pacorana är en måreväxtart som beskrevs av Charlotte M. Taylor. Notopleura pacorana ingår i släktet Notopleura och familjen måreväxter. Inga underarter finns listade i Catalogue of Life.